# Rubén Limardo
Rubén Dario Limardo Gascón (Ciudad Bolívar, 1985. augusztus 3. –) olimpiai bajnok venezuelai párbajtőrvívó. Öccsei, Francisco és Jesús Limardo világbajnoki bronzérmes párbajtőrvívók.